# Rosztoka
Rosztoka (ukránul: Розтока [Roztoka], szlovákul: Rostoka) falu Ukrajnában, Kárpátalján, a Huszti járásban.

## Fekvése
Ökörmezőtől 32 km-re északnyugatra fekszik, Fülöpfalvához tartozik.

## Története
Rosztoka a 17. században települt Verhovinai falu. Nevét 1651-ben említette először oklevél Roztoka néven. Roztokát a  Lipcseiek telepítették, de a Dolhaiaknak is volt benne birtokrészük.
A településnek 1910-ben 535 lakosából 5 magyar, 68 német, 462 román volt. Ebből 467 görögkatolikus, 68 izraelita volt. A trianoni békeszerződésig Máramaros vármegye Ökörmezői járásához tartozott.

## Nevezetességek
- Ortodox fatemploma - a 17. században épült 1759-ben nyerte el mai külsejét. Szűz Mária bemutatásának tiszteletére van szentelve.